# G219国道

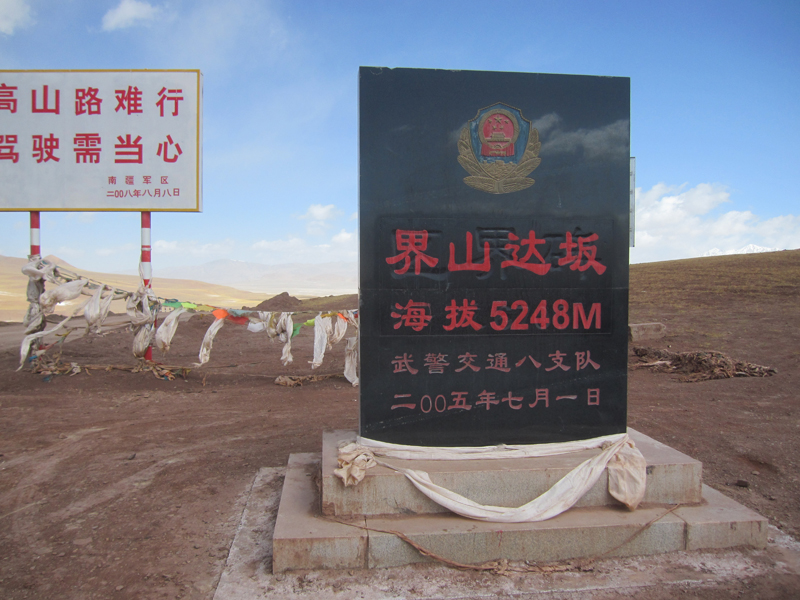
新疆ウイグル自治区・アクサイチンからチベット自治区へ入った所で、最高地点・界山達坂（海抜5248m）を通る

G219国道（じーにひゃくじゅうきゅうこくどう）は中華人民共和国新疆ウイグル自治区アルタイ地区ブルチン県クムカナス・モンゴル族郷のカナス湖から、チベット自治区を経て、広西チワン族自治区防城港市東興市を結ぶ中国の国道で、完成すれば全長10,065kmで最長の国道である。

## 新蔵公路
新疆ウイグル自治区・チベット自治区部分（別名：新蔵公路）は1951年に建設が開始され、1957年に全線開通し（未舗装）、後に舗装された。中印国境紛争に加担していて、G219国道の経路の一部はインドが領有権を主張するアクサイチン地域（ジャンムー・カシミール州ラダックの一部）にまたがっているが、当時のインド政府はG219国道の建設に気付かず、中国政府に対して抗議を行わなかった。

### 通過する都市
| 自治区                               | 地区           | 県                     | 距離(km) | 註           |
| ------------------------------------ | -------------- | ---------------------- | -------- | ------------ |
| 新疆ウイグル自治区（東トルキスタン） | カシュガル地区 | カルギリク県（葉城県） | 0        | G219国道起点 |
| チベット自治区                       | ガリ地区       | ルトク県               | 994      |              |
| チベット自治区                       | ガリ地区       | ガル県                 | 1111     |              |
| チベット自治区                       | シガツェ市     | ドンパ県               | 1829     |              |
| チベット自治区                       | シガツェ市     | サガ県                 | 2035     |              |
| チベット自治区                       | シガツェ市     | ガムリン県             | 2282     |              |
| チベット自治区                       | シガツェ市     | ラツェ県               | 2342     | G219国道終点 |

## 拡張計画
2013年6月の「国家公路網計画（2013年〜2030年）」によって、雲南省・広西チワン族自治区へ新G219国道として拡張が計画されて、建設が続いている。G219国道の起点は新疆ウイグル自治区のアルタイ地方ブルチン県クムカナス・モンゴル族郷（中国語：禾木哈納斯蒙古族郷、カザフスタン国境）、終点は広西チワン族自治区東興市（ベトナム国境）になる。
路線は国境の西北と西南に沿って、チベット自治区のキドン県、ティンリ県、ディンキェ県、ガムパ県、ロダク県、ツォメ県、ルンツェ県、メンリン市、メトク県、ザユル県、雲南省の貢山、福貢県、瀘水市、騰衝市、龍陵県、永徳県、鎮康県、滄源ワ族自治県、西盟ワ族自治県、孟連タイ族ラフ族ワ族自治県、瀾滄ラフ族自治県、勐海県、景洪市、江城ハニ族イ族自治県、緑春県、金平ミャオ族ヤオ族タイ族自治県、屏辺ミャオ族自治県、馬関県、西畴県、広西チワン族自治区の憑祥市、東興市を経る。国道219号は完成すると中国で最も長い国道になり、総走行距離が10,000kmを超える唯一の国道でもある。拡張計画の建設は、進んでいる。